# Lamborghini SC20
La Lamborghini SC20 est une supercar du constructeur automobile italien Lamborghini présentée en décembre 2020. Elle est un modèle unique de barquette sportive basée sur l'Aventador. Elle est une concurrente des récentes Ferrari Monza SP1 et SP2, McLaren Elva et Aston Martin V12 Speedster.

## Présentation
La Lamborghini SC20 est dévoilée le 16 décembre 2020. La supercar est un modèle de barquette homologuée pour la route produit en un seul exemplaire, développée sur la base de l'Aventador par les équipes de la division course de Lamborghini Squadra Corse en 2020 (SC20), dépourvue de toit et de pare-brise. Elle est le troisième  modèle de la Squadra Corse  « one-off » (projets spéciaux unique) du constructeur au taureau après la SC18 Alston de 2018.

## Caractéristiques techniques

### Motorisation
La SC20 reçoit le V12 de l'Aventador SVJ d'une puissance de 770 ch accouplé à une boîte automatique ISR (Independent Shifting Rod) à 7 rapports.
|                            | SC20                         |
| -------------------------- | ---------------------------- |
| Moteur                     | V12                          |
| Alimentation               | Atmosphérique                |
| Cylindrée                  | 6 498 cm3                    |
| Puissance maximale         | 770 ch (515 kW)              |
| au régime de               | 8 500 tr/min                 |
| Couple maximal             | 720 N m                      |
| au régime de               | 6 750 tr/min                 |
| Boîte de vitesses          | Automatique ISR à 7 rapports |
| Transmission               | Intégrale                    |
| Vitesse maximale           |                              |
| Accélération 0-100 km/h    |                              |
| Consommation (en L/100 km) |                              |
| Capacité du réservoir      |                              |
| Masse à vide               |                              |